# Orlando Acevedo
Orlando Andres Acevedo Arias (ur. 14 grudnia 1996) – kolumbijski zapaśnik walczący w stylu klasycznym. Złoty medalista mistrzostw Ameryki Południowej w 2016 roku.